# کلمنت سوم

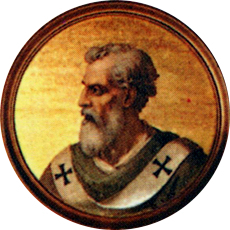

پاپ کلمنت سوم (به انگلیسی: Clement III) یکی از پاپ‌های کلیسای کاتولیک رم بود که در رم چشم به جهان گشود و از ۱۱۸۷ تا ۱۱۹۱ میلادی پاپ بود.